# Luke Fildes
Luke Fildes (Liverpool, 1843-1927) fou un pintor anglès.
Va ser estudiant d'art al Liverpool Mechanics Institute i més tard a la Warrington School of Art. Després de guanyar una beca, va continuar la seva formació a la South Kensington Art School de Londres i a la Royal Academy of Arts. La publicació del seu gravat Sense sostre i famolencs' al setmanari The Graphic (12 d'abril de 1869) i les il·lustracions que va realitzar per a la darrera novel·la de Charles Dickens van contribuir a consolidar la seva reputació. El 1887 va ser nomenat acadèmic de la Royal Academy. Va participar en nombroses exposicions a l'estranger, sobretot a París, on va rebre la medalla de plata a l'Exposició Universal de 1889.